# Punta de flecha

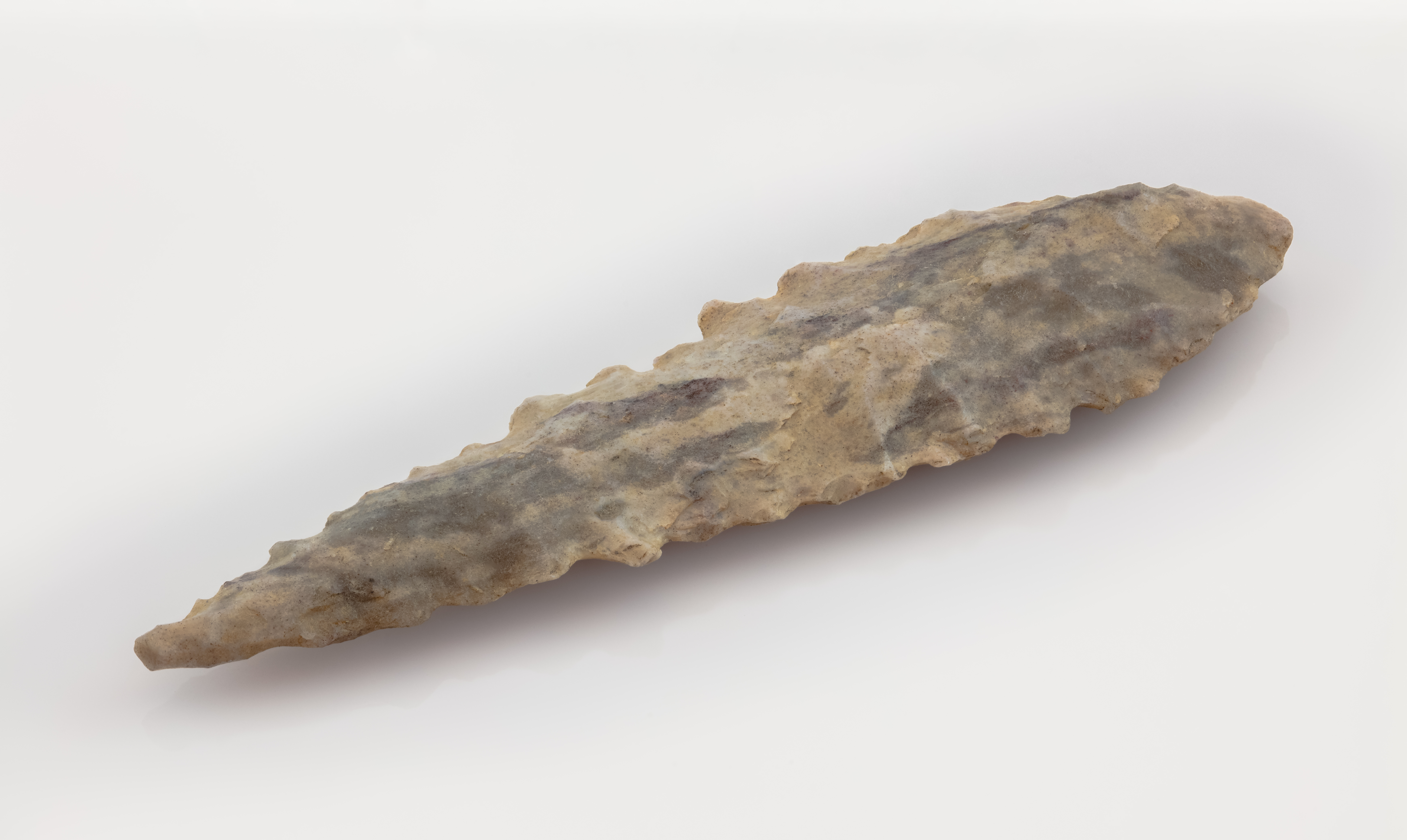
Punta de flecha del neolítico, frontera de Níger y Malí.

Una punta de flecha es un elemento, por lo general afilado, que está situado en la parte anterior de una flecha, aumenta su peso y adelanta el centro de gravedad, confiriéndole más estabilidad en vuelo para que su alcance sea mayor y más preciso. Históricamente, las puntas de flecha eran de piedra o de materiales orgánicos; conforme la civilización humana avanzaba fueron utilizados otros materiales, generalmente metales. Las puntas de flecha son importantes piezas arqueológicas y una subclase de punta lítica.

## Historia

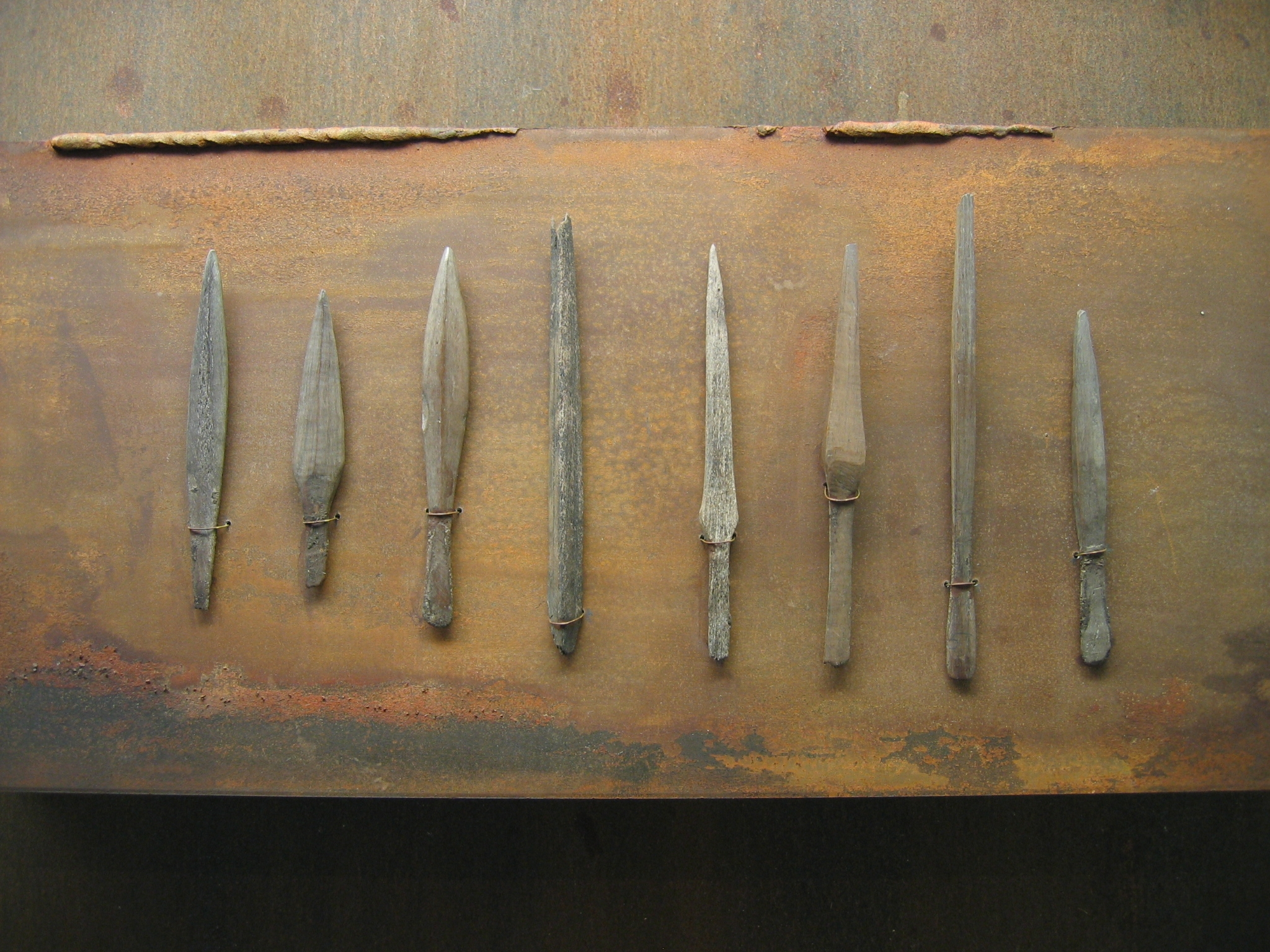
Puntas de flecha hechas de hueso y cuerno encontradas en Nydam Mose (-).

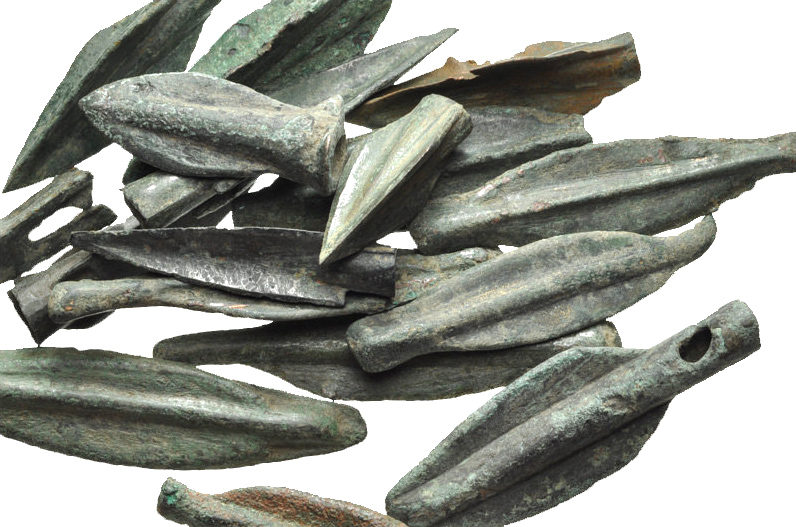
Puntas de flecha de bronce en forma de hoja, trébol y triangular de la Antigua Grecia.

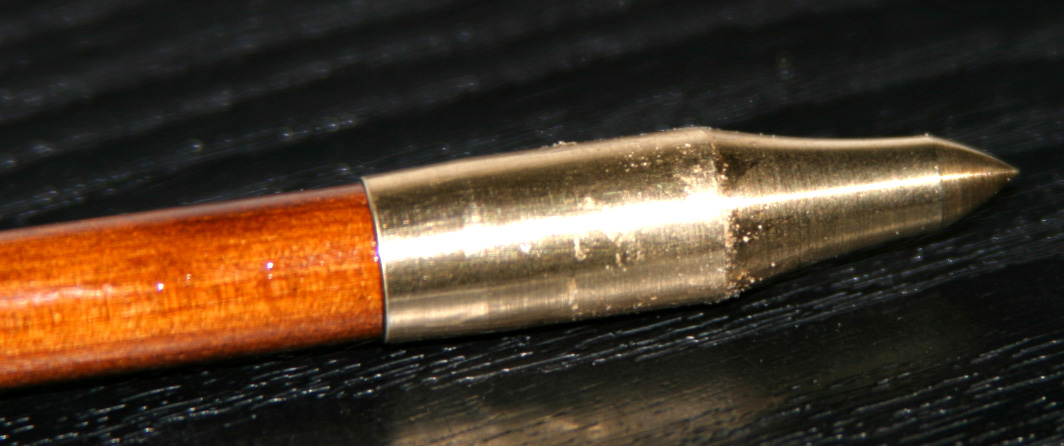
Punta de flecha moderna.

En la Edad de Piedra, la gente usaba huesos afilados, piedras talladas, escamas (lascas) y trozos de roca como armas y herramientas. Tales artículos se mantuvieron en uso a lo largo de la civilización humana, junto con los nuevos materiales utilizados con el paso del tiempo. Como artefactos arqueológicos tales objetos son clasificados como puntas líticas, sin especificar si eran para ser proyectadas por un arco o por otros medios de lanzamiento.
Tales artefactos se pueden encontrar en todo el mundo. Las que han sobrevivido están hechas, generalmente, de piedra, sobre todo de sílex, obsidiana o chaillé, pero en muchas excavaciones se encuentran puntas de flecha de hueso, madera y metal.
En agosto de 2010, un informe sobre las puntas líticas de piedra, que datan de hace 64 000 años, excavadas de las capas de sedimentos antiguos en la cueva de Sibudu, en Sudáfrica, por un equipo de científicos de la Universidad de Witwatersrand, fue publicado. Los exámenes dirigidos por un equipo de la Universidad de Johannesburgo encontraron rastros de residuos de sangre y hueso, y adhesivo hecho de una resina a base de plantas usado para sujetar la punta a una varilla de madera. Esto indicó "el comportamiento exigente cognitivo" necesario para fabricar pegamento.
"La caza con arco y flecha requiere múltiples etapas complejas de planificación, recolección de material, herramienta de preparación e implica una serie de innovadoras habilidades sociales y comunicativas".

## Diseño
La punta de flecha se une al eje (astil) de la flecha para ser disparada con un arco; el mismo tipo de puntas líticas pueden estar unidos a las lanzas y ser arrojadas por medio de un átlatl (lanzadardos).
La punta de flecha u punta lítica es la parte funcional primaria de la flecha, y juega el papel más importante en la determinación de su propósito. Algunas flechas simplemente utilizan una punta afilada del mismo astil, pero es mucho más común separar las puntas de flecha hechas, por lo general, de metal, cuerno, o algún otro material duro.
Las puntas de flecha pueden estar unidas al astil con una tapa, una espiga a zócalos, o insertarse en una ranura del astil y mantenerse fija mediante un proceso llamado enmangamiento.